# Thomas Luciano
Thomas Luciano Trindade Lopes Mathias (Porto Alegre, 14 gennaio 2002) è un calciatore brasiliano, difensore dell'Amazonas in prestito dal Gil Vicente.

## Carriera
Luciano è entrato a far parte del settore giovanile del Grêmio nel 2013, all'età di undici anni. Nel 2021 è stato ceduto in prestito al Pelotas.
Ha esordito in prima squadra l'11 marzo 2023, sostituendo Darlan nell'incontro del Campionato Gaúcho pareggiato 0-0 in trasferta contro l'Ypiranga-RS.
Il 6 luglio 2023 è stato acquistato a titolo definitivo dal Gil Vicente.

## Statistiche

### Presenze e reti nei club
Statistiche aggiornate al 27 settembre 2023.
| Stagione        | Squadra         | Campionato      | Campionato | Campionato | Coppe nazionali | Coppe nazionali | Coppe nazionali | Coppe continentali | Coppe continentali | Coppe continentali | Altre coppe | Altre coppe | Altre coppe | Totale | Totale | Totale |
| Stagione        | Squadra         | Comp            | Pres       | Reti       | Comp            | Pres            | Reti            | Comp               | Pres               | Reti               | Comp        | Pres        | Reti        | Pres   | Reti   |        |
| --------------- | --------------- | --------------- | ---------- | ---------- | --------------- | --------------- | --------------- | ------------------ | ------------------ | ------------------ | ----------- | ----------- | ----------- | ------ | ------ | ------ |
| 2021            | Pelotas         | PD/RS           | 3          | 0          |                 | -               | -               |                    | -                  | -                  |             | -           | -           | 3      | 0      |        |
| 2022            | Grêmio          | PD/RS+B         | 0          | 0          | CB              | 0               | 0               |                    | -                  | -                  |             | -           | -           | 0      | 0      |        |
| 2023            | Grêmio          | PD/RS+A         | 1+6        | 0          | CB              | 1               | 0               |                    | -                  | -                  |             | -           | -           | 8      | 0      |        |
| 2023-2024       | Gil Vicente     | PL              | 0          | 0          | CP+CdL          | 0+1             | 0               |                    | -                  | -                  |             | -           | -           | 1      | 0      |        |
| Totale carriera | Totale carriera | Totale carriera | 10         | 0          |                 | 2               | 0               |                    | -                  | -                  |             | -           | -           | 12     | 0      |        |

## Palmarès

### Club

#### Competizioni statali
- Campionato Gaúcho: 3

Grêmio: 2021, 2022, 2023
- Campionato Amazonense: 1

Amazonas: 2025